# Ė
E con punto (Ė ė) es una letra adicional del alfabeto latino extendido. Consiste de la letra E con un punto diacrítico superior.

## Uso
Es la novena letra del alfabeto lituano, y también se usa en el idioma kölsch de Colonia (Alemania), el idioma potawatomi  y el idioma cheyene.
Originalmente, esta letra fue creada por Daniel Klein, autor de la primera gramática del idioma lituano.
Su pronunciación en lituano es [eː], en contraste con ę, que se pronuncia como una [ɛː] más baja (antiguamente nasalizada [ɛ̃ː]) y con e, pronunciada [ɛ, ɛː].
Este carácter también se usa en croata para denotar el antiguo yat junto con el grafema más habitual ě.

### Transcripción
Además se usa en la estricta transliteración de la Biblioteca del Congreso estadounidense del ruso para transliterar la letra cirílica Э э al alfabeto latino.

## Unicode
La letra ė se puede representar con los siguientes caracteres de Unicode:
| Carácter                  | Ė                                     | Ė                                     | ė                                   | ė                                   |
| ------------------------- | ------------------------------------- | ------------------------------------- | ----------------------------------- | ----------------------------------- |
| Unicode                   | LATIN CAPITAL LETTER E WITH DOT ABOVE | LATIN CAPITAL LETTER E WITH DOT ABOVE | LATIN SMALL LETTER E WITH DOT ABOVE | LATIN SMALL LETTER E WITH DOT ABOVE |
| Codificación              | decimal                               | hex                                   | decimal                             | hex                                 |
| Unicode                   | 278                                   | U+0116                                | 279                                 | U+0117                              |
| UTF-8                     | 196 150                               | C4 96                                 | 196 151                             | C4 97                               |
| Ref. numérica             | &#278;                                | &#x116;                               | &#279;                              | &#x117;                             |
| ISO 8859-13, Windows-1257 | 203                                   | CB                                    | 235                                 | EB                                  |